# Kanton Schœlcher-1
Der Kanton Schœlcher-1 war ein Kanton im französischen Übersee-Département Martinique im Arrondissement Fort-de-France. Er umfasste einen Teil der Gemeinde Schœlcher.
Vertreterin im Generalrat des Départements war seit 2011 Yolène Largen-Marine.